# 反起跑線聯盟
《反起跑線聯盟》（英語：The Parents League），是一套由香港電視娛樂有限公司及蜚星製作有限公司製作的電視劇，由劉偉恒執導，梁詠琪、潘燦良、周家怡、強尼主演，袁富華、陳欣妍、林家熙、練美娟、梁業、岑珈其、陳志忠、袁綺雯、薛國斌、李炘頤 、張敬仁聯合主演，為《ViuTV 2022》節目巡禮之一。此劇由2022年3月21日起逢星期一至五21:30－22:30於ViuTV首播，由「FWD 富衛保險」冠名贊助。製作特輯《反起跑線聯盟製作特輯 家長谷》於2022年3月19日21:30－21:45播出。台灣由LiTV 線上影視、LINE TV同步跟播。
此劇講述拒絕成為「怪獸家長」的父母和要求子女贏在起跑線上的「虎爸」、「虎媽」，在校園為自己的理念辯護。

## 首播時間
| 頻道           | 地區     | 首播日期      | 首播時間/ 備註          |
| -------------- | -------- | ------------- | ----------------------- |
| ViuTV          | 香港     | 2022年3月21日 | 星期一至五 21:30－22:30 |
| Astro華麗台VOD | 马来西亚 | 2022年3月21日 | 緊貼香港首播            |
| 新時代電視     | 加拿大   | 2022年3月21日 | 緊貼香港首播            |

## 拍攝過程

### 構思
導演劉偉恒是編劇又是導演，但一直以來以編導電影為主，此劇是他首部執導的電視劇。有鑑於現時的電視劇、電影的界線愈來愈模糊，而電影篇幅有限，電視劇的長度能讓他刻劃更多人物角色，劉偉恒因此一直有意拍攝電視劇。當劉構思劇集題材時，他先想到自己有兩個女兒，因而想拍攝關於家庭，關於愛的劇集。單是《反》劇的「度橋」、會報、寫劇本等，導演便籌備了大半年才開始拍攝。
劇集拍攝於2021年8月至10月，選角方面，導演第一個找女主角梁詠琪商議並獲應允參演，他們找來曾合作拍攝MV的另一主演潘燦良，導演另邀請曾合作拍電影的周家怡參演。

### 小演員參演
小演員透過試鏡方式選出，ViuTV於2021年8月在網上刊登招募4-6歲小演員的廣告，小演員需出席4次試鏡，頭兩次會要求他們自我介紹、試角色對白、才藝表演及試不同表情，第3、4次內容大同小異，但家長不能陪同。雖然劇中小朋友與真實的小演員一樣為幼稚園學生，但由於香港爆發2019冠狀病毒病，學校長時間停課，小演員的校園生活經驗實際並不多。飾演「瑤瑤」的張曦晨之前曾拍攝過無綫劇集《我家無難事》、《把關者們》，亦曾拍攝不少廣告，現時與7歲的兄長拍攝YouTube影片。另一方面，飾演Martin的植海維以及「Billy」徐立德則從未有拍攝經驗，其中後者亦是導演最後一個落實起用的小演員。素有說法指有小演員的拍攝工作特別困難，而此劇拍攝期間照顧小演員的工作主要落在幾位幕後工作人員身上，他們更有童話化的稱呼，包括副導演「黑蚊蚊哥哥」、「大雞髀」以及編審「珠珠姐姐」。這些幕後工作人員用盡方法指導小演員演出，例如當小演員培養不到悲傷的情緒時，他們便會「欺騙」小演員說拍完這場戲大家便會分別，小演員聽罷就能醞釀出情緒，待該段劇情拍攝完畢後他們便要安撫小演員的情緒。有時，劇組也會遇到突發情況，小演員難以投入拍攝。飾演Martin的小演員植海維在拍攝陸運會場口時，忽然鬧脾氣不肯拍下去，同場的周家怡帶他到另一邊，教導他身為一名專業演員就要聽導演說話，植海維因此明白他自己的責任，事後不再鬧脾氣。第12集提到Billy與爸爸林健星重遇，拍攝當晚張建聲與小演員徐立德初次見面，徐立德疑被張建聲外型、氣場嚇到，大哭至不能再拍攝，當晚Billy在家中與爸爸玩耍以及迎接爸爸回家的兩場戲也是現實中徐立德真正的父親親身上陣拍攝，再以鏡頭角度避開身型懸殊的「替身」，翌日徐立德調整好情緒後便如常與張建聲拍攝公園玩耍戲份。類似情況亦出現於植海維身上，他第一日拍攝是在爸爸Charles的偉恒基建辦公室內，他看到穿西裝、留鬍鬚的爸爸怒罵下屬Johnny一幕，令他很害怕飾演他爸爸的潘燦良，直到第3日拍攝大宅家居戲份時，潘燦良變回慈父模樣，兩父子開始多談天才令他不再害怕潘，後來兩人的嬉戲、互動變得像真父子般，植海維肚餓時咬上潘燦良手臂打鬧、睏倦時則當潘的大髀是枕頭，兩人煞科時更交換禮物作紀念。

### 音樂
第6集學校停電校長唱出英文歌曲「Try to remember」一幕中，飾演校長的袁富華在現場拍攝後，發現收音效果未如理想，遂提出希望重錄，其後負責配樂的黃艾倫及翁瑋盈找來結他高手蘇德華即場伴奏。劇集大結局裏小朋友唱出《小天使之歌》，該曲是香港基督徒音樂事工協會的歌曲，他們免費借出歌曲給劇組使用，同時亦派出其他小朋友擔演臨時演員。

### 籌備電影版
監製黃子桓於大結局舉行的Facebook直播認為劇集有很多空間發展，後悔為何劇集不拍攝30集，透露自己和導演都有意延續故事，積極籌備電影版。

## 故事大綱
Nora（梁詠琪飾）的女兒瑤瑤一直未能適應幼稚園生活，在丈夫Armand （強尼飾）的支持下，毅然從工作中退下來當全職媽媽，一心一意陪伴女兒成長。瑤瑤轉到「樂悠悠幼稚園」上課，孔校長（袁富華飾）貫徹遵行無憂無慮與自由自在的教育方針，令瑤瑤的情緒大為改善 ，逐漸融入校園生活；Nora亦與單親媽媽Venus（周家怡飾）發展成好友，邊學邊做全職媽媽。 以為一切向好之際，財大氣粗的尖子爸爸Charles（潘燦良飾）竟然開始向學校施壓，務求要小朋友贏在起跑線！幼稚園內逐漸分成兩股勢力，並在校園的大小事上針鋒相對，Nora與同理念家長決定成立「反起跑線聯盟」，堅決捍衛孩子的愉快學習環境，期間衍生趣事連連⋯

### 樂悠悠幼稚園
- 在第十四集被偉恒基建加租三倍逼遷，於第十五集改為預繳兩年租金連保證金共1440萬。曾舉辦義賣、參加比賽、開直播及訪談籌款。雖然最終籌得指定金額，但由於偉恒基建搶先賣出地皮予聖羅沙幼稚園集團，最終於第十五集被殺校。[16]

## 演員表

#### 七小福／低2級太陽班
| 演員   | 角色   | 備註 |
| 張曦晨 | 陳雪瑤 | 瑤瑤 陳耀華、張諾雅之女 討厭吃番茄 同李子聰同月生日 於第一集插班轉學到樂悠悠幼稚園 於第三集被告知勞作功課獲選參加聯校兒童藝術節                |
| 徐立德 | 林沛樂 | Billy、樂樂 林健星、劉家琪之子 有夜間尿床問題                                                                                                  |
| 植海維 | 李子聰 | Martin 李銘基之子 同陳雪瑤同月生日 喜歡吃熊仔餅和喝蜜瓜牛奶                                                                                    |
| 王予殷 | 楊心怡 | Yumi、Yumi B 楊飛、Pamela之女 喜愛玩滑板車 |
| 孫詠軒 | 羅有為 | 有為、為為、羅仔 羅大福、羅白嫣芬之子 在父母栽培下成為KOL，但在第五集於母親安排下宣布退出KOL界                                                 |
| 林 靖  | 張家欣 | 欣欣、牢騷女（低2級太陽班同學專稱） 張生、張太之女 受父母影響，凡事愛投訴 於第七集被母親禁止參加話劇表演遴選，但最終獲瑤瑤在表演前讓出主角之位 |
| 張晉樂 | 孫銘賢 | 孫仔 毛悅嫦之孫子 |

#### 教職員
| 演員   | 角色        | 備註 |
| 袁富華 | 孔仲邱      | 孔校長 樂悠悠幼稚園校長、註冊中醫師 仇劍秋之舊同學，與其面和心不和，後和好 前中學教師 推崇小班教學及「Happy schooling」制度，對學生寬鬆 於第一集接納陳雪瑤的轉學申請 於第二集在李銘基以衛生為由的要求下為校園添置新滑梯 於第三集為敷衍張太訛稱勞作功課計分，但被家長們信以為真；同集宣布將採用陳雪瑤之勞作功課參與聯校兒童藝術節 名字取材自孔子的名和表字 於第十集舉辦網上陸運會後昏迷，被Miss Cheung發現報警送院救治，須請病假休養 於第十二集被仇劍秋暗示應退位讓賢，獲太陽班眾家長向校董會撰寫請願信支持 於第十三集重返幼稚園崗位 於第十五集因業主加租而決定將幼稚園結業 |
| 陳曼娜 | 仇劍秋      | 仇校長 孔仲邱之舊同學 名校德信望幼稚園前校長，已退休 於第十一集成為樂悠悠幼稚園臨時校長，代替身體抱恙的孔仲邱 推崇精英教學制度，對學生嚴格，提倡競爭，並有親自批改學生作業習慣 於第十二集表示孔仲邱教育方法不適合香港教育制度，暗示孔仲邱該退位讓賢 於第十三集離開幼稚園崗位 於第十五集向幼稚園捐款一百萬，以資助幼稚園交租，但最終未能成功挽救幼稚園 |
| 張敬仁 | Miss Cheung | 樂悠悠幼稚園老師 較為認同仇劍秋教學方法 |
| 李炘頤 | Miss Li     | 樂悠悠幼稚園老師 不認同仇劍秋的教學方法，而且感到質疑，更因此一度與Miss Cheung不和。 |
| 陳志忠 | Eric Sir    | 樂悠悠幼稚園老師 患黑暗恐懼症，於第6集的校舍大停電中病發暈倒 |

### 陳家
| 演員          | 角色    | 備註 |
| 吳 冰（青年） | 張諾雅  | Nora、陳太、陳張諾雅（用於正式文書） VTV Channel記者，於第一集被擢升為採訪主任，但於同集因Maryann即將離職，為照顧女兒而辭職 陳雪瑤之母 陳耀華之妻 聖德瑪利書院舊生、中文辯論隊成員 中學時被李銘基追求，但由於其失約而拒絕了他；與其針鋒相對 於第一集因女兒不適應校園生活，聽從馬校長建議替其轉學到樂悠悠幼稚園 第二集起成為全職媽媽 於第五集與劉家琪及Pamela組成「反起跑線聯盟」，主張反對李銘基所提出的課程改革 於第八集收到李銘基原本打算送給劉家琪的情信和朱古力，被陳耀華見到並誤會李銘基追求其，後來向丈夫解釋釋除誤會 於第十集和Judy前往日本旅行，臨行把女兒交託丈夫照顧 認同孔仲邱教學理念，不認同仇劍秋教學理念，於第十一集提出樂悠悠幼稚園應改回舊制，被仇校長以提出投票決定學校教學制度 於第十二集發現劉家琪被債主破壞咖啡店，聯合太陽班眾人為她收拾店舖 於第十四集查出李銘基不是向樂悠悠幼稚園加租的決策者 於第十五集托Judy為樂悠悠幼稚園製作專題報導及為樂悠悠幼稚園義賣宣傳；同集遊說龍生，成功獲得其以龍城基金名義向樂悠悠幼稚園捐款200萬，但仍不能挽救幼稚園 |
| 梁詠琪        | 張諾雅  | Nora、陳太、陳張諾雅（用於正式文書） VTV Channel記者，於第一集被擢升為採訪主任，但於同集因Maryann即將離職，為照顧女兒而辭職 陳雪瑤之母 陳耀華之妻 聖德瑪利書院舊生、中文辯論隊成員 中學時被李銘基追求，但由於其失約而拒絕了他；與其針鋒相對 於第一集因女兒不適應校園生活，聽從馬校長建議替其轉學到樂悠悠幼稚園 第二集起成為全職媽媽 於第五集與劉家琪及Pamela組成「反起跑線聯盟」，主張反對李銘基所提出的課程改革 於第八集收到李銘基原本打算送給劉家琪的情信和朱古力，被陳耀華見到並誤會李銘基追求其，後來向丈夫解釋釋除誤會 於第十集和Judy前往日本旅行，臨行把女兒交託丈夫照顧 認同孔仲邱教學理念，不認同仇劍秋教學理念，於第十一集提出樂悠悠幼稚園應改回舊制，被仇校長以提出投票決定學校教學制度 於第十二集發現劉家琪被債主破壞咖啡店，聯合太陽班眾人為她收拾店舖 於第十四集查出李銘基不是向樂悠悠幼稚園加租的決策者 於第十五集托Judy為樂悠悠幼稚園製作專題報導及為樂悠悠幼稚園義賣宣傳；同集遊說龍生，成功獲得其以龍城基金名義向樂悠悠幼稚園捐款200萬，但仍不能挽救幼稚園 |
| 強 尼         | 陳耀華  | Armand、陳生 富衛保險Chief Marketing Officer（首席營銷官） 陳雪瑤之父 張諾雅之夫 於第八集見到李銘基誤贈給張諾雅的情信和朱古力，以為其打算追求妻子而誤會，與其針鋒相對，後在妻子解釋下明白只是虛驚一場 於第十集代替於日本旅行的妻子照顧女兒 於第十三集收到公司的工作機會，進駐日本發展公司業務，後拒絕 |
| 張曦晨        | 陳雪瑤  | 瑤瑤 陳耀華、張諾雅之女 參見七小福／低2級太陽班 |
| Winnie Reyes  | Maryann | 陳家家傭，於第一集被交代即將離職 |

### 「樂悠悠家長情報」群組
| 演員            | 角色     | 備註 |
| 梁詠琪          | 張諾雅   | Nora 陳雪瑤之母 陳耀華之妻 參見陳家 |
| 周家怡          | 劉家琪   | Venus 林健星之妻，已分居多時 林沛樂之母 被李銘基暗戀及追求 咖啡店「Smiley Cafe」老闆 因丈夫生意失利欠債逃亡而成為單親媽媽 於第八集被李銘基邀請約會，但拒絕其表白 於第十一集受李銘基影響，倒戈投下關鍵一票給新制，使其通過 於第十二集被追債，咖啡店被破壞，後獲太陽班眾人支持及李銘基協助擺平債務 |
| 強 尼           | 陳耀華   | Armand 陳雪瑤之父 張諾雅之夫 參見陳家 |
| 關浩傑 （青年） | 李銘基   | Charles、李生、老土基（張諾雅中學時期專稱） 李子聰之父 單親爸爸 偉恒基建地產發展部香港區業務發展總監 英仁書院舊生、中文辯論隊成員 曾經追求張諾雅，但因失約被拒絕；常與其針鋒相對 暗戀及追求劉家琪 低2級太陽班家長會主席 典型的直升機及怪獸家長，期望自己的兒子可以入讀名校及經常以兒子安全或者學業為由向學校施壓 經常要求下屬為自己私人事務加班 喜愛吃劉家琪經營的咖啡店所售賣的蛋包飯 於第二集將兒子患病毒性腸胃炎歸咎於校內學生踩上滑梯導致校內衛生不良而要求封閉滑梯，後來因眾家長改變主意反對而改為要求校內添置新滑梯 於第三集要求下屬為兒子勞作功課代工 於第四集要求下屬為兒子籌辦生日會 於第五集為兒子做智力檢測，因不滿分數在正常水平偏低而提出為兒子轉校，遭其強烈反對後改為要求樂悠悠幼稚園實行課程改革 於第六集為樂悠悠幼稚園自費引入虛擬實境(VR)教學用具，要求學校實行電子教學，但在試用時因電力負荷過大導致校舍大停電而告吹，改為要求學校處理電力問題 於第八集欲以寫情信及送朱古力追求劉家琪，着兒子轉交給Billy，但由於Martin誤把朱古力送給陳雪瑤，被陳耀華誤以為其打算追求張諾雅，因而其被針對 於第九集自費為太陽班眾小孩報讀Mr. Robinson的補習班 於第十一集以賽馬賠率發掘Billy的數學天份，惹劉家琪不滿 於第十二集為劉家琪擺平債務，並對Billy因壓力過大致腸抽筋感到內疚，從而放棄催谷念頭 於第十三集被Johnny奪去跟進九龍區發展項目的資格，變為其下屬 於第十四集被一眾家長誤會為樂悠悠幼稚園加租三倍的決策者，難辭其咎下決定離職並成為吹哨者揭發偉恒基建逼遷樂悠悠幼稚園 |
| 潘燦良          | 李銘基   | Charles、李生、老土基（張諾雅中學時期專稱） 李子聰之父 單親爸爸 偉恒基建地產發展部香港區業務發展總監 英仁書院舊生、中文辯論隊成員 曾經追求張諾雅，但因失約被拒絕；常與其針鋒相對 暗戀及追求劉家琪 低2級太陽班家長會主席 典型的直升機及怪獸家長，期望自己的兒子可以入讀名校及經常以兒子安全或者學業為由向學校施壓 經常要求下屬為自己私人事務加班 喜愛吃劉家琪經營的咖啡店所售賣的蛋包飯 於第二集將兒子患病毒性腸胃炎歸咎於校內學生踩上滑梯導致校內衛生不良而要求封閉滑梯，後來因眾家長改變主意反對而改為要求校內添置新滑梯 於第三集要求下屬為兒子勞作功課代工 於第四集要求下屬為兒子籌辦生日會 於第五集為兒子做智力檢測，因不滿分數在正常水平偏低而提出為兒子轉校，遭其強烈反對後改為要求樂悠悠幼稚園實行課程改革 於第六集為樂悠悠幼稚園自費引入虛擬實境(VR)教學用具，要求學校實行電子教學，但在試用時因電力負荷過大導致校舍大停電而告吹，改為要求學校處理電力問題 於第八集欲以寫情信及送朱古力追求劉家琪，着兒子轉交給Billy，但由於Martin誤把朱古力送給陳雪瑤，被陳耀華誤以為其打算追求張諾雅，因而其被針對 於第九集自費為太陽班眾小孩報讀Mr. Robinson的補習班 於第十一集以賽馬賠率發掘Billy的數學天份，惹劉家琪不滿 於第十二集為劉家琪擺平債務，並對Billy因壓力過大致腸抽筋感到內疚，從而放棄催谷念頭 於第十三集被Johnny奪去跟進九龍區發展項目的資格，變為其下屬 於第十四集被一眾家長誤會為樂悠悠幼稚園加租三倍的決策者，難辭其咎下決定離職並成為吹哨者揭發偉恒基建逼遷樂悠悠幼稚園 |
| 梁 業           | 羅大福   | 羅白嫣芬之夫 羅有為之父 「樂悠悠家長情報」群組管理員 |
| 練美娟          | 羅白嫣芬 | 羅太 羅大福之妻 羅有為之母 低2級太陽班家長會副主席 經常發起家長團購並從中抽取佣金牟利 開設影片頻道，希望兒子成為KOL，但於第五集因直播頻頻出洋相，加上兒子不喜歡而直播宣布退出KOL界 於第三集意外把孔仲邱為敷衍張太而訛稱勞作功課計分一事當真並發送到家長群組內導致以訛傳訛 於第三集為兒子勞作功課請槍購買他人習作 於第十二集因羅有為面試小學失敗，被仇劍秋訓斥 於第十五集義賣補充練習為樂悠悠幼稚園籌款，惜未能挽救幼稚園 |
| 林家熙          | 楊飛     | 早婚爸爸 楊張嘉儀之夫 楊心怡之父 攝影師 |
| 陳欣妍          | 楊張嘉儀 | Pamela、楊太 早婚媽媽 楊飛之妻 楊心怡之母 文盲 因為年輕生產常被張太歧視並指責其不懂教育子女，於第八集更因楊心怡撞跌張嘉欣，被張生張太責罵 於第二集因楊心怡塗污其限量版手袋，衝口而出說出懷有楊心怡是非計劃生育的事實，知道楊心怡原意後向其道歉並和好 於第十五集和楊心怡開直播Cosplay為樂悠悠幼稚園籌款，惜仍未能挽救幼稚園 |
| 彭美嫦          | 毛月嫦   | 嫲嫲 孫銘賢之祖母 |
| 袁綺雯          | 張李旻芳 | 張太 張明輝之妻 張家欣之母 直升機及怪獸家長，經常以女兒安全或者學業為由投訴學校 於第三集因認為勞作功課和學業無關，訛稱勞作功課的用具對女兒不安全而打算讓孔仲邱取消功課，但誤信孔仲邱謊稱勞作功課計分一事並把消息告訴羅白嫣芬，間接導致以訛傳訛 因Pamela年輕生產，時常歧視並指責她不懂教育子女，於第八集更因楊心怡撞跌張嘉欣，而責罵Pamela |
| 薛國斌          | 張明輝   | 張生 張李旻芳之夫 張家欣之父 老闆既雜工一名 |

### 偉恒基建
| 演員   | 角色   | 備註 |
| 葉景文 | 田生   | 偉恒基建老闆 李銘基之上司 原本委派李銘基跟進九龍區發展項目，於第十三集改委任梁嘉進負責，並在第十四集正式擢升其為粵港澳大灣區業務發展總監，職位比李銘基高 |
| 潘燦良 | 李銘基 | Charles 偉恒基建地產發展部香港區業務發展總監 於第十四集辭職 參見「樂悠悠家長情報」群組 |
| 岑珈其 | 梁嘉進 | Johnny 李銘基之下屬，經常被其指責偷懶 於第十三集向田生打李銘基小報告奪權，獲得升職，成為李銘基之上司，並獲得跟進九龍區發展項目的資格 於第十四集正式躍升為粵港澳大灣區業務發展總監，職位高於李銘基；同集將向樂悠悠幼稚園加租三倍的決定改為加租兩倍半 於第十五集向樂悠悠幼稚園提出預繳兩年租金連保證金代替加租兩倍半決定，但最終在其交租前把地皮賣出予聖羅沙幼稚園集團，令樂悠悠幼稚園被殺校 |
| 丘國盛 | David  | 梁嘉進之同事 |
| 崔潔彤 | Yoyo   | 李銘基之秘書 |
| 張俊浩 |        | 梁嘉進之下屬 負責監視李銘基的一舉一動 （第14集） |

### VTV Channel（第1集）
| 演員   | 角色       | 備註 |
| 梁詠琪 | 張諾雅     | Nora 新聞部記者 於第一集被擢升為採訪主任，及後辭職 參見陳家                                                     |
| 朱鳳嫻 | Judy       | 新聞部記者 張諾雅之同事 於第十四集獲李銘基提供偉恒基建內幕 於第十五集為樂悠悠幼稚園製作專題報導和其義賣籌款宣傳 |
| 麥浩邦 | 輝哥       | 新聞部導播 張諾雅之上司 推薦張諾雅參加升職面試                                                                  |
| 趙應春 |            | 新聞部總監 採訪主任面試之面試官                                                                                 |
| 黃大鈞 | Brian Tang | 華盛頓大學雙碩士 新聞部「老總」之侄子 曾於海外任職新聞工作者 應徵採訪主任一職                                   |

### 其他演員
| 演員            | 角色         | 備註 |
| 張建聲          | 林健星       | Josh 劉家琪之夫，已分居多時 林沛樂之父 因生意失敗而被追債 於第十二集被交代涉嫌詐騙；同集回到劉家琪家中 於第十三集稱要帶劉家琪和Billy移民杜拜和他人合夥開電子礦場，但臨行時稱夥伴突然退夥，其後失蹤，移民事項不了了之 |
| 朱柏熹          |              | 英仁書院學生、中文辯論隊成員（出現在張諾雅和李銘基回憶中） |
| 姚澤汶          |              | 英仁書院學生、中文辯論隊成員（出現在張諾雅和李銘基回憶中） |
| 梁卓美          |              | 林沛樂之外婆 劉家琪之母 |
| 林偉年          | 龍生         | 龍城集團老闆（第1、15集） 於第十五集向幼稚園捐款二百萬，以資助幼稚園交租，但最終未能成功挽救幼稚園 |
| 胡丹瑛          | 馬校長       | 聖德瑪利書院校長 張諾雅之中學老師（第1集） |
| 何紫君          |              | （第1集） |
| 王志婷          |              | （第1集） |
| 梁馨晴          |              | （第1集） |
| 林俊傑          |              | （第1集） |
| 吳嘉泉          |              | （第1集） |
| 唐浩賢          |              | （第1、10集） |
| 黃家偉          |              | （第1、3、9、14集） |
| 譚麗麗          |              | （第1、3集） |
| 周朗婷          |              | （第1集） |
| 駱子康          |              | （第1、3、14集） |
| 許惜素          |              | （第1集） |
| 姚子妍          |              | （第1集） |
| 黃超虹          |              | （第1集） |
| 王安生          |              | （第2－4、14集） |
| 劉深宜          |              | 醫生（第2、12集） |
| 陳志超          |              | （第2－3、6集） |
| 尹子泰          |              | （第2集） |
| 鄧浩炯          |              | 搬運工人（第2集） |
| 鄭蓓娜          |              | （第3集） |
| 吳威槿          |              | （第3集） |
| 黃佩珍          |              | （第3集） |
| 龐東平          |              | （第3集） |
| 蘇進欣          |              | （第4集） |
| 謝劭程          |              | （第4集） |
| 龐東平          |              | （第4集） |
| 陳偉東          |              | （第4集） |
| 香蕉王子        |              | （第4集） |
| 蔡嘉寶          |              | （第4集） |
| 章豪傑          |              | （第4集） |
| 周恩恩          |              | 資優中心主任（第5集） |
| 林翠蓮          |              | （第5集） |
| 陳甘鳳          |              | （第5集） |
| 林靖文          | Isabel       | 羅白嫣芬之表侄女（第5集） |
| 區偉權          |              | 羅白嫣芬之大表哥（第5集） |
| 余秀玲          |              | 羅白嫣芬之大表嫂（第5集） |
| 曾文威          | 馬總         | （第6集） |
| 黃梓樂          |              | 馬總之子（第6集） |
| 韋綺姍          | Rita         | 陳雪瑤契媽 陳雪瑤、林沛樂、李子聰之歌唱導師（第7集） |
| 袁劍偉          | Steve        | 導演暨演藝導師 受李銘基的邀請而教導李子聰演戲（第7集） |
| 張菁洳          |              | （第8集） |
| 列英豪          | Mr. Robinson | 小學面試班導師（第9集） |
| 梁敏儀          |              | （第9、12集） |
| 張翼和          | 豆代代       | 豆袋大王 羅有為之豆袋導師（第10集） |
| 黃興國          |              | （第10集） |
| Inderjeet Singh | 星博士       | 印度籍數學導師 受李銘基的邀請而考驗林沛樂（第11集） |
| 楊子漮          |              | （第11集） |
| 蔣 強           |              | （第11集） |
| 曾子力          |              | （第11集） |
| 李振義          |              | （第12集） |
| 羅兆榮          |              | （第12集） |
| 徐健臻          |              | （第12集） |
| 馬錫忠          |              | （第13集） |
| 湯䔝瞳          |              | 陳耀華的日語導師（第13集） |
| 周朗婷          |              | （第14集） |
| 王汶彥          |              | （第14集） |
| 余金珠          |              | （第14集） |
| 莫俊森          |              | （第15集） |
| 潘徫文          |              | （第15集） |
| 陳 翀           |              | （第15集） |

## 每集內容
| 集數 | 首播日期 | 主題             | 備註   |
| 01   | 3月21日  | 母親的抉擇       |        |
| 02   | 3月22日  | 啱唔啱規矩？！   |        |
| 03   | 3月23日  | 理想世界         |        |
| 04   | 3月24日  | Birthday Party   |        |
| 05   | 3月25日  | 笨小孩？！       |        |
| 06   | 3月28日  | 電子化世代       |        |
| 07   | 3月29日  | 誰是主角？       |        |
| 08   | 3月30日  | 秋季大旅行       |        |
| 09   | 3月31日  | 再見聖誕老人     |        |
| 10   | 4月1日   | 我要拿金牌       |        |
| 11   | 4月4日   | 戰狼還是綿羊？！ | 結局篇 |
| 12   | 4月5日   | 不分你我         | 結局篇 |
| 13   | 4月6日   | 最好的選擇       | 結局篇 |
| 14   | 4月7日   | 英雄做錯了       | 結局篇 |
| 15   | 4月8日   | 輸得「喜」       | 大結局 |

## 拍攝場景
- 劇中Nora與丈夫Armand在海旁的畫面於西貢海濱長廊拍攝。
- 樂悠悠幼稚園舉行秋季大旅行的地點實為馬灣挪亞方舟主題公園。
- Charles與Venus帶同兩位小朋友的地點為親子餐廳 「大樹先生的家」銅鑼灣店。
- Venus經營的咖啡店在九龍城太子道西餐廳「慵懶生物」（Lazy Creatures）拍攝。[18]

## 收視
| 集數                        | 播映日期                     | 電視直播收視 | 備註   |
| 反起跑線聯盟製作特輯 家長谷 | 2022年3月19日                | 3.3點        | [ 19 ] |
| 1－5                        | 2022年3月21日－2022年3月25日 | 5.1點        | [ 20 ] |
| 6－10                       | 2022年3月28日－2022年4月1日  | 5.1點        | [ 21 ] |
| 11－15                      | 2022年4月4日－2022年4月8日   | 5.4點        | [ 22 ] |

## 歌曲
| 主唱                                                     | 歌曲                                 | 作曲   | 填詞         | 編曲   | 監製   |
| 梁詠琪                                                   | 《You & Me》（主題曲）               | 雷深如 | 蕭慶峰／kiwi | 鍾楚翹 | kiwi   |
| 梁詠琪、張曦晨、 植海維、徐立德、 孫詠軒                 | 《樂悠悠幼稚園校歌》（片頭曲、插曲） | 劉偉恒 | 劉偉恒       | 翁瑋盈 | 黃艾倫 |
| 張曦晨、植海維、 徐立德、孫詠軒、 王予殷、林 靖、 張晉樂 | 《波板糖王子》（第7集插曲）          | 翁瑋盈 | 翁瑋盈       | 翁瑋盈 | 黃艾倫 |
| 張曦晨、植海維、 徐立德、孫詠軒、 王予殷、林靖、 張晉樂  | 《ACM小天使之歌》（第15集插曲）      | 古丹青 | 古丹青       | 古丹青 | 古丹青 |

## 軼事
- 此劇是梁詠琪相隔15年後再度參演之港劇，是其首部主演之電視劇，從影以來首次飾演記者，也是繼2015年電影《王家欣》後，再度演出劉偉恒導演的作品。[23][24]
- 此劇是Astro华丽台VOD继《战毒》及《黑金风暴》后第三部可在On Demand观赏的剧集。
- 此劇是劉偉恒首部執導之電視劇。[25]
- 於此劇第一集飾演電視台新聞部總監的前有線新聞執行董事趙應春，是此劇導演劉偉恒的妻子王沛然的前上司，而趙於香港恒生大學傳播學院任教期間，亦間中會邀請劉擔任講座嘉賓。故此劉特別邀請趙在此劇中客串。[17]

## 記事
- 2021年10月15日：本劇舉行開鏡拜神儀式。[24]
- 2021年10月30日：本劇正式煞科。[25]
- 2022年3月17日：本劇演員強尼、周家怡、潘燦良、梁詠琪、梁業、練美娟、林家熙、陳欣妍、導演劉偉恆、監製黃子桓於ViuTV Facebook專頁透過Zoom與主持虞逸峯進行直播。[26]
- 2022年3月19日：本劇演員強尼、周家怡、潘燦良、練美娟、導演劉偉恆於谷德昭主持的清談節目《爆谷一周》中出現。[27]
- 每集播映完畢後，本劇演員及幕後工作人員透過網上視像直播與觀眾互動，詳情如下：

| 集數 | 首播日期 | 出席嘉賓 | 直播平台            |
| 01   | 3月21日  | 演員梁詠琪、強尼、周家怡、袁富華、導演劉偉恆                                                                                  | 劉偉恆Instagram專頁 |
| 02   | 3月22日  | 演員強尼、陳欣妍、王予殷、李炘頤、張敬仁、導演劉偉恆                                                                          | 劉偉恆Instagram專頁 |
| 03   | 3月23日  | 演員周家怡、徐立德、編審朱鳳嫻、導演劉偉恆                                                                                    | 劉偉恆Instagram專頁 |
| 04   | 3月24日  | 演員練美娟、孫詠軒、導演劉偉恆                                                                                                | 劉偉恆Instagram專頁 |
| 05   | 3月25日  | 演員周家怡、袁綺雯、梁詠琪、第一副導演駱子康、導演劉偉恆                                                                      | 劉偉恆Instagram專頁 |
| 06   | 3月28日  | 演員周家怡、袁綺雯、張晉樂、編審朱鳳嫻                                                                                        | 周家怡Instagram專頁 |
| 07   | 3月29日  | 演員強尼、張敬仁、袁富華 | 強尼Instagram專頁   |
| 08   | 3月30日  | 演員袁富華、服裝及造型指導Soso、導演劉偉恆                                                                                    | 劉偉恆Instagram專頁 |
| 09   | 3月31日  | 演員周家怡、徐立德、梁詠琪、編審朱鳳嫻、導演劉偉恆                                                                            | 劉偉恆Instagram專頁 |
| 10   | 4月1日   | 演員強尼、周家怡、潘燦良、梁業、練美娟、陳欣妍、袁綺雯、 李炘頤、張敬仁、導演劉偉恆、監製黃子桓                               | ViuTV Facebook專頁  |
| 11   | 4月4日   | 演員周家怡、梁詠琪、編審朱鳳嫻、導演劉偉恆                                                                                    | 劉偉恆Instagram專頁 |
| 12   | 4月5日   | 演員袁綺雯、周家怡、薛國斌、林靖、導演劉偉恆                                                                                  | 劉偉恆Instagram專頁 |
| 13   | 4月6日   | 演員周家怡、徐立德、張建聲、導演劉偉恆                                                                                        | 劉偉恆Instagram專頁 |
| 14   | 4月7日   | 演員強尼、張敬仁、周家怡、植海維、孫詠軒、張曦晨、梁詠琪、 袁富華、張晉樂、林靖、王予殷、袁綺雯、導演劉偉恆                   | 劉偉恆Instagram專頁 |
| 15   | 4月8日   | 演員強尼、周家怡、潘燦良、梁詠琪、練美娟、陳欣妍、薛國斌、袁綺雯、 袁富華、李炘頤、張敬仁、編審朱鳳嫻、導演劉偉恆、監製黃子桓 | ViuTV Facebook專頁  |
| 15   | 4月9日   | 演員張曦晨、徐立德、植海維、孫詠軒                                                                                            | 植海維 Instagram    |

## 獎項及提名
| 頒獎典禮                    | 獎項           | 名字   | 結果                 |
| --------------------------- | -------------- | ------ | -------------------- |
| 觀眾在民間電視大獎2022      | 民選最佳女主角 | 梁詠琪 | 最後五強（排名第五） |
| 第4屆釜山電影節亞洲內容大獎 | 最佳女演員     | 梁詠琪 | 提名                 |
| 第4屆釜山電影節亞洲內容大獎 | 最佳編劇       | 劉偉恒 | 提名                 |

## 外部連結
- ViuTV：反起跑線聯盟 （页面存档备份，存于）
- MakerVille：反起跑線聯盟 （页面存档备份，存于）
- 《反起跑線聯盟》片尾曲 - You & Me（MV）的Facebook專頁
- 豆瓣电影上《反起跑線聯盟》的資料 （简体中文）
- 反起跑線聯盟2#

## 電視節目的變遷
| 香港 ViuTV 星期一至五 21:30－22:30 | 香港 ViuTV 星期一至五 21:30－22:30                    | 香港 ViuTV 星期一至五 21:30－22:30                |
| --- | ----------------------------------------------------- | ------------------------------------------------- |
| | 反起跑線聯盟 （2022年3月21日－2022年4月8日）          |                                                   |
| 940920 （2022年3月7日－2022年3月18日） | 肥美人（非戲劇節目） （2022年4月11日－2022年4月29日） |                                                   |
| 香港 ViuTV 星期一至五 14:00－15:00 |                                                       |                                                   |
| 全民造星IV（非戲劇節目，重播） （第1－34集） （2023年3月14日－2023年4月28日）全民造星IV 總決賽（非戲劇節目，重播） （13:00－16:00） （2023年5月1日） | 反起跑線聯盟（重播） （2023年5月2日－2023年5月22日）  | 警察課程（重播） （2023年5月23日－2023年6月22日） |

| 加拿大 新時代電視1台 西岸時間／溫哥華 星期日 21:00－22:35 · 4月24日起 21:00－21:50 · 7月3日暫停播映                     | 加拿大 新時代電視1台 西岸時間／溫哥華 星期日 21:00－22:35 · 4月24日起 21:00－21:50 · 7月3日暫停播映 | 加拿大 新時代電視1台 西岸時間／溫哥華 星期日 21:00－22:35 · 4月24日起 21:00－21:50 · 7月3日暫停播映 |
| --- | --------------------------------------------------------------------------------------------------- | --------------------------------------------------------------------------------------------------- |
| | 反起跑線聯盟 （2022年4月10日－2022年7月10日）                                                       | |
| 加拿大中文電台二十五週年與你一起音樂會 （21:00-22:00） （2022年4月3日） 城市創科大挑戰 （22:00-22:35） （2022年4月3日） | 聲生不息（2022年7月17日－）                                                                         | |
| 東岸時間／多倫多 星期日 21:00－22:35 4月24日起 21:00－21:50 7月3日暫停播映                                              | | |
| 加拿大中文電台二十五週年與你一起音樂會 （21:00-22:00） （2022年4月3日） 城市創科大挑戰 （22:00-22:35） （2022年4月3日） | 反起跑線聯盟 （2022年4月10日－2022年7月10日）                                                       | 聲生不息（2022年7月17日－）                                                                         |